# مايك بيريز (لاعب كرة قاعدة)
مايك بيريز (بالإنجليزية: Mike Pérez)‏ هو لاعب كرة قاعدة أمريكي، ولد في 19 أكتوبر 1964 في Yauco, Puerto Rico ‏ في الولايات المتحدة.

## وصلات خارجية
- مايك بيريز على موقعبيزبول رفرنس.كوم (الدوري الرئيسي) (الإنجليزية)
- مايك بيريز على موقعبيزبول رفرنس.كوم (الدوري الثانوي) (الإنجليزية)